# Élections municipales de 2021 en Beauce-Centre
Pour un article plus général, voir Élections municipales de 2021 en Chaudière-Appalaches.
Cet article concerne les élections municipales de 2021 en Chaudière-Appalaches dans la municipalité régionale de comté de Beauce-Centre.

## Beauce-Centre

### Beauceville
Résultats
|             | Élection (2017)                                                                                   | Dissolution (2021)                                                               | Élection (2021)                                                                                  |
| Maire       | Luc Provençal                                                                                     | François Veilleux                                                                | François Veilleux                                                                                |
| Conseillers | François Veilleux Marie-Andrée Giroux Sylvain Bolduc Claude Mathieu Mario Perron Bernard Gendreau | Vacant Marie-Andrée Giroux Sylvain Bolduc Claude Mathieu Vacant Bernard Gendreau | David Veilleux Virginie Gosselin Marie-Andrée Giroux Kevin Pomerleau Patrick Mathieu Vincent Roy |

| Candidats pour la mairie    | Vote            | %               |
| --------------------------- | --------------- | --------------- |
| François Veilleux (Sortant) | Sans opposition | Sans opposition |

| Candidats district #1 | Vote            | %               |
| --------------------- | --------------- | --------------- |
| David Veilleux        | Sans opposition | Sans opposition |

| Candidats district #2 | Vote            | %               |
| --------------------- | --------------- | --------------- |
| Virginie Gosselin     | Sans opposition | Sans opposition |

| Candidats district #3                          | Vote            | %               |
| ---------------------------------------------- | --------------- | --------------- |
| Marie-Andrée Giroux (Sortant d'un autre poste) | Sans opposition | Sans opposition |

| Candidats district #4 | Vote            | %               |
| --------------------- | --------------- | --------------- |
| Kevin Pomerleau       | Sans opposition | Sans opposition |

| Candidats district #5 | Vote            | %               |
| --------------------- | --------------- | --------------- |
| Patrick Mathieu       | Sans opposition | Sans opposition |

| Candidats district #6 | Vote            | %               |
| --------------------- | --------------- | --------------- |
| Vincent Roy           | Sans opposition | Sans opposition |

- Démission de Virginie Gosselin, conseillère #2, en mai 2022 en raison d'un congé de maternité[1].

- Élection sans opposition de Jérôme Pomerleau au poste de conseiller #2 le 17 juillet 2022[2].

| Candidats district #2 | Vote            | %               |
| --------------------- | --------------- | --------------- |
| Jérôme Pomerleau      | Sans opposition | Sans opposition |

- Démission de Marie-Andrée Giroux, conseillère #3, le 30 septembre 2022 en raison de son déménagement en dehors du territoire de la municipalité[3].

- Élection sans opposition de Nicole Jacques au poste de conseillère #3 le 4 décembre 2022[4].

| Candidats district #3 | Vote            | %               |
| --------------------- | --------------- | --------------- |
| Nicole Jacques        | Sans opposition | Sans opposition |

### Saint-Alfred
Résultats
|             | Élection (2017)                                                                 | Dissolution (2021)                                                              | Élection (2021)                                                                            |
| Maire       | Jean-Roch Veilleux                                                              | Jean-Roch Veilleux                                                              | Jean-Roch Veilleux                                                                         |
| Conseillers | André Bourque Marc Chamberland Elliot Paris Dave Bolduc Éric Giguère Luc Poulin | André Bourque Marc Chamberland Elliot Paris Dave Bolduc Éric Giguère Luc Poulin | Lucie Rodrigue Gilles Perreault Line Lachapelle Dave Bolduc Chantal Rodrigue Pascal Maheux |

| Candidats pour la mairie     | Vote            | %               |
| ---------------------------- | --------------- | --------------- |
| Jean-Roch Veilleux (Sortant) | Sans opposition | Sans opposition |

| Candidats conseiller #1 | Vote            | %               |
| ----------------------- | --------------- | --------------- |
| Lucie Rodrigue          | Sans opposition | Sans opposition |

| Candidats conseiller #2 | Vote            | %               |
| ----------------------- | --------------- | --------------- |
| Gilles Perreault        | Sans opposition | Sans opposition |

| Candidats conseiller #3 | Vote            | %               |
| ----------------------- | --------------- | --------------- |
| Line Lachapelle         | Sans opposition | Sans opposition |

| Candidats conseiller #4 | Vote            | %               |
| ----------------------- | --------------- | --------------- |
| Dave Bolduc (Sortant)   | Sans opposition | Sans opposition |

| Candidats conseiller #5 | Vote            | %               |
| ----------------------- | --------------- | --------------- |
| Chantal Rodrigue        | Sans opposition | Sans opposition |

| Candidats conseiller #6 | Vote            | %               |
| ----------------------- | --------------- | --------------- |
| Pascal Maheux           | Sans opposition | Sans opposition |

### Saint-Frédéric
Résultats
|             | Élection (2017)                                                                                       | Dissolution (2021)                                                                                    | Élection (2021)                                                                           |
| Maire       | Martin Nadeau                                                                                         | Martin Nadeau                                                                                         | Micheline Grenier                                                                         |
| Conseillers | Michel Saint-Pierre Lucie Gilbert Jean-Denis Vachon Michel Fortin Johanne Giguère Anne-Marie Lachance | Michel Saint-Pierre Lucie Gilbert Jean-Denis Vachon Michel Fortin Johanne Giguère Anne-Marie Lachance | Jacques Berthiaume Harold Gilbert Francis Paré Yvan Nadeau Johanne Giguère Sylvie Couture |

| Taux de participation :                | Taux de participation :                | Taux de participation :                | Taux de participation :                | Taux de participation :                | 69,8 % |
| Nombre de votes valides :              | Nombre de votes valides :              | Nombre de votes valides :              | Nombre de votes valides :              | Nombre de votes valides :              | 602    |
| Nombre de votes rejetées à la mairie : | Nombre de votes rejetées à la mairie : | Nombre de votes rejetées à la mairie : | Nombre de votes rejetées à la mairie : | Nombre de votes rejetées à la mairie : | 6      |
| Nombre d'électeurs inscrits :          | Nombre d'électeurs inscrits :          | Nombre d'électeurs inscrits :          | Nombre d'électeurs inscrits :          | Nombre d'électeurs inscrits :          | 871    |

| Candidats pour la mairie | Vote | %     |
| ------------------------ | ---- | ----- |
| Micheline Grenier        | 332  | 55,15 |
| Martin Nadeau (Sortant)  | 270  | 44,85 |

| Candidats conseiller #1    | Vote | %     |
| -------------------------- | ---- | ----- |
| Jacques Berthiaume         | 447  | 77,34 |
| Michel St-Pierre (Sortant) | 131  | 22,66 |

| Candidats conseiller #2 | Vote            | %               |
| ----------------------- | --------------- | --------------- |
| Harold Gilbert          | Sans opposition | Sans opposition |

| Candidats conseiller #3     | Vote | %     |
| --------------------------- | ---- | ----- |
| Francis Paré                | 358  | 60,99 |
| Jean-Denis Vachon (Sortant) | 229  | 39,01 |

| Candidats conseiller #4 | Vote            | %               |
| ----------------------- | --------------- | --------------- |
| Yvan Nadeau             | Sans opposition | Sans opposition |

| Candidats conseiller #5    | Vote | %     |
| -------------------------- | ---- | ----- |
| Johanne Giguère (Sortante) | 373  | 63,87 |
| Marie-Michelle Grégoire    | 211  | 36,13 |

| Candidats conseiller #6 | Vote | %     |
| ----------------------- | ---- | ----- |
| Sylvie Couture          | 245  | 42,10 |
| Johannie Lessard        | 181  | 31,10 |
| Michel Dubé             | 156  | 26,80 |

### Saint-Joseph-de-Beauce
Résultats
|             | Élection (2017)                                                                             | Dissolution (2021)                                                                          | Élection (2021)                                                                                          |
| Maire       | Pierre Gilbert                                                                              | Pierre Gilbert                                                                              | Serge Vachon                                                                                             |
| Conseillers | Hélène St-Hilaire Sylvain Gilbert Michel Doyon Pierrot Lagueux Serge Vachon Vincent Gilbert | Hélène St-Hilaire Sylvain Gilbert Michel Doyon Pierrot Lagueux Serge Vachon Vincent Gilbert | Jocelyn Gilbert Sylvain Gilbert Michel Doyon Éric Blanchette-Ouellet Roger Bernard Pierre-Olivier Boivin |

| Taux de participation :                | Taux de participation :                | Taux de participation :                | Taux de participation :                | Taux de participation :                | 41,3 % |
| Nombre de votes valides :              | Nombre de votes valides :              | Nombre de votes valides :              | Nombre de votes valides :              | Nombre de votes valides :              | 1 525  |
| Nombre de votes rejetées à la mairie : | Nombre de votes rejetées à la mairie : | Nombre de votes rejetées à la mairie : | Nombre de votes rejetées à la mairie : | Nombre de votes rejetées à la mairie : | 28     |
| Nombre d'électeurs inscrits :          | Nombre d'électeurs inscrits :          | Nombre d'électeurs inscrits :          | Nombre d'électeurs inscrits :          | Nombre d'électeurs inscrits :          | 3 759  |

| Candidats pour la mairie                   | Vote  | %     |
| ------------------------------------------ | ----- | ----- |
| Serge Vachon (Sortant d'un autre poste)    | 1 051 | 68,92 |
| Pierrot Lagueux (Sortant d'un autre poste) | 474   | 31,08 |

| Candidats district #1 | Vote            | %               |
| --------------------- | --------------- | --------------- |
| Jocelyn Gilbert       | Sans opposition | Sans opposition |

| Candidats district #2     | Vote | %     |
| ------------------------- | ---- | ----- |
| Sylvain Gilbert (Sortant) | 222  | 68,94 |
| Andrée Veilleux           | 100  | 31,06 |

| Candidats district #3     | Vote | %     |
| ------------------------- | ---- | ----- |
| Sylvain Gilbert (Sortant) | 222  | 68,94 |
| Andrée Veilleux           | 100  | 31,06 |

| Candidats district #4   | Vote            | %               |
| ----------------------- | --------------- | --------------- |
| Éric Blanchette-Ouellet | Sans opposition | Sans opposition |

| Candidats district #5 | Vote            | %               |
| --------------------- | --------------- | --------------- |
| Roger Bernard         | Sans opposition | Sans opposition |

| Candidats district #6 | Vote            | %               |
| --------------------- | --------------- | --------------- |
| Pierre-Olivier Boivin | Sans opposition | Sans opposition |

- Démission de Roger Bernard, conseiller district #5, fin 2022 ou début 2023[5].

- Élection de Normand Boutin au poste de conseiller district #5 le 1er mai 2022[6].

| Candidats district #5 | Vote      | %     |
| --------------------- | --------- | ----- |
| Normand Boutin        | 75        | 56,39 |
| Pierrot Lagueux       | 34        | 25,56 |
| Daniel Fortier        | 24        | 18,05 |
| Bulletins rejetés     | 2         |       |
| Taux de participation | 135 / 612 | 22,06 |

### Saint-Joseph-des-Érables
Résultats
|             | Élection (2017)                                                                    | Dissolution (2021)                                                            | Élection (2021)                                                                        |
| Maire       | Jeannot Roy                                                                        | Jeannot Roy                                                                   | Jeannot Roy                                                                            |
| Conseillers | Mélanie Roy Luc Perreault Christian Roy Éric Lessard Mélanie Jacques Roxane Nadeau | Mélanie Roy Luc Perreault Christian Roy Éric Lessard Joanie Roy Roxane Nadeau | Mélanie Roy France Lessard Christian Roy Marc Lessard Joanie Roy Jean-François Giguère |

| Candidats pour la mairie | Vote            | %               |
| ------------------------ | --------------- | --------------- |
| Jeannot Roy (Sortant)    | Sans opposition | Sans opposition |

| Candidats conseiller #1 | Vote            | %               |
| ----------------------- | --------------- | --------------- |
| Mélanie Roy (Sortante)  | Sans opposition | Sans opposition |

| Candidats conseiller #2 | Vote            | %               |
| ----------------------- | --------------- | --------------- |
| France Lessard          | Sans opposition | Sans opposition |

| Candidats conseiller #3 | Vote            | %               |
| ----------------------- | --------------- | --------------- |
| Christian Roy (Sortant) | Sans opposition | Sans opposition |

| Candidats conseiller #4 | Vote            | %               |
| ----------------------- | --------------- | --------------- |
| Marc Lessard            | Sans opposition | Sans opposition |

| Candidats conseiller #5 | Vote            | %               |
| ----------------------- | --------------- | --------------- |
| Joanie Roy              | Sans opposition | Sans opposition |

| Candidats conseiller #6 | Vote            | %               |
| ----------------------- | --------------- | --------------- |
| Jean-François Giguère   | Sans opposition | Sans opposition |

- Démission de France Lessard, conseillère #2, le 6 juillet 2023[7].

- Élection de Sylvain Lambert au poste de conseiller #2 le 29 octobre 2023[8].

| Candidats conseiller #2 | Vote      | %     |
| ----------------------- | --------- | ----- |
| Sylvain Lamber          | 126       | 86,30 |
| Michaël Roy             | 20        | 13,70 |
| Bulletins rejetés       | 0         |       |
| Taux de participation   | 146 / 321 | 45,48 |

### Saint-Jules
Résultats
|             | Élection (2017)                                                                  | Dissolution (2021)                                                               | Élection (2021)                                                                 |
| Maire       | Ghislaine Doyon                                                                  | Ghislaine Doyon                                                                  | Cloutier Sylvain                                                                |
| Conseillers | Akim Labrecque Marcel Paré Patrice Gagné Claude Rodrigue Katy Vachon Gino Vachon | Akim Labrecque Marcel Paré Patrice Gagné Claude Rodrigue Katy Vachon Gino Vachon | François Grondin Marcel Paré Patrice Gagné Linda Vachon Katy Vachon Gino Vachon |

| Candidats pour la mairie | Vote            | %               |
| ------------------------ | --------------- | --------------- |
| Sylvain Cloutier         | Sans opposition | Sans opposition |

| Candidats conseiller #1 | Vote            | %               |
| ----------------------- | --------------- | --------------- |
| François Grondin        | Sans opposition | Sans opposition |

| Candidats conseiller #2 | Vote            | %               |
| ----------------------- | --------------- | --------------- |
| Marcel Paré (Sortant)   | Sans opposition | Sans opposition |

| Candidats conseiller #3 | Vote            | %               |
| ----------------------- | --------------- | --------------- |
| Patrice Gagné (Sortant) | Sans opposition | Sans opposition |

| Candidats conseiller #4 | Vote            | %               |
| ----------------------- | --------------- | --------------- |
| Linda Vachon            | Sans opposition | Sans opposition |

| Candidats conseiller #5 | Vote            | %               |
| ----------------------- | --------------- | --------------- |
| Katy Vachon (Sortante)  | Sans opposition | Sans opposition |

| Candidats conseiller #6 | Vote            | %               |
| ----------------------- | --------------- | --------------- |
| Gino Vachon (Sortant)   | Sans opposition | Sans opposition |

### Saint-Odilon-de-Cranbourne
Résultats
|             | Élection (2017)                                                                             | Dissolution (2021)                                                                        | Élection (2021)                                                                                  |
| Maire       | Denise Roy                                                                                  | Denise Roy                                                                                | Patrice Mathieu                                                                                  |
| Conseillers | Lynda Poulin Mario Boily Alain St-Hilaire Peggy Poulin-Nolet Rénald Rodrigue Gilbert Vachon | Lynda Poulin Mario Boily Alain St-Hilaire Peggy Poulin-Nolet Rénald Rodrigue Éric Morency | Sylvain Carbonneau Vincent Poulin Audrey Pomerleau Maryse Baillargeon Michel Pigeon Éric Morency |

| Candidats pour la mairie | Vote            | %               |
| ------------------------ | --------------- | --------------- |
| Patrice Mathieu          | Sans opposition | Sans opposition |

| Candidats conseiller #1 | Vote            | %               |
| ----------------------- | --------------- | --------------- |
| Sylvain Charbonneau     | Sans opposition | Sans opposition |

| Candidats conseiller #2 | Vote            | %               |
| ----------------------- | --------------- | --------------- |
| Vincent Poulin          | Sans opposition | Sans opposition |

| Candidats conseiller #3 | Vote            | %               |
| ----------------------- | --------------- | --------------- |
| Audrey Pomerleau        | Sans opposition | Sans opposition |

| Candidats conseiller #4 | Vote            | %               |
| ----------------------- | --------------- | --------------- |
| Maryse Baillargeon      | Sans opposition | Sans opposition |

| Candidats conseiller #5 | Vote            | %               |
| ----------------------- | --------------- | --------------- |
| Michel Pigeon           | Sans opposition | Sans opposition |

| Candidats conseiller #6 | Vote            | %               |
| ----------------------- | --------------- | --------------- |
| Éric Morency (Sortant)  | Sans opposition | Sans opposition |

### Saint-Séverin
Résultats
|             | Élection (2017)                                                                            | Dissolution (2021)                                                                         | Élection (2021)                                                                                         |
| Maire       | Jean-Paul Cloutier                                                                         | Jean-Paul Cloutier                                                                         | René Leduc                                                                                              |
| Conseillers | Louis Sylvain Denis Lehoux Patricia Labbé Gaston Lessard Stéphane Lachance François Proulx | Louis Sylvain Denis Lehoux Patricia Labbé Gaston Lessard Stéphane Lachance François Proulx | Patricia Labbé Francis Couture Gaston Lessard Marie-Pier Cloutier Jean-François Lessard François Proulx |

| Taux de participation :                | Taux de participation :                | Taux de participation :                | Taux de participation :                | Taux de participation :                | 75,4 % |
| Nombre de votes valides :              | Nombre de votes valides :              | Nombre de votes valides :              | Nombre de votes valides :              | Nombre de votes valides :              | 209    |
| Nombre de votes rejetées à la mairie : | Nombre de votes rejetées à la mairie : | Nombre de votes rejetées à la mairie : | Nombre de votes rejetées à la mairie : | Nombre de votes rejetées à la mairie : | 3      |
| Nombre d'électeurs inscrits :          | Nombre d'électeurs inscrits :          | Nombre d'électeurs inscrits :          | Nombre d'électeurs inscrits :          | Nombre d'électeurs inscrits :          | 281    |

| Candidats pour la mairie | Vote | %     |
| ------------------------ | ---- | ----- |
| René Leduc               | 119  | 56,94 |
| Simon Bédard             | 90   | 43,06 |

| Candidats conseiller #1                    | Vote            | %               |
| ------------------------------------------ | --------------- | --------------- |
| Patricia Labbé (Sortante d'un autre poste) | Sans opposition | Sans opposition |

| Candidats conseiller #2 | Vote | %     |
| ----------------------- | ---- | ----- |
| Francis Couture         | 135  | 64,59 |
| Maud Provençal          | 74   | 35,41 |

| Candidats conseiller #3                   | Vote            | %               |
| ----------------------------------------- | --------------- | --------------- |
| Gaston Lessard (Sortant d'un autre poste) | Sans opposition | Sans opposition |

| Candidats conseiller #4 | Vote | %     |
| ----------------------- | ---- | ----- |
| Marie-Pier Cloutier     | 147  | 70,00 |
| Mélanie Lecours         | 63   | 30,00 |

| Candidats conseiller #5 | Vote            | %               |
| ----------------------- | --------------- | --------------- |
| Jean-François Lessard   | Sans opposition | Sans opposition |

| Candidats conseiller #6   | Vote            | %               |
| ------------------------- | --------------- | --------------- |
| François Proulx (Sortant) | Sans opposition | Sans opposition |

### Saint-Victor
Résultats
|             | Élection (2017)                                                                   | Dissolution (2021)                                                                | Élection (2021)                                                                      |
| Maire       | Jonathan V. Bolduc                                                                | Jonathan V. Bolduc                                                                | Jonathan V. Bolduc                                                                   |
| Conseillers | Xavier Bouhy Dany Plante Gino Vachon Louise Sénécal Jérôme Bélanger Nancy Lessard | Xavier Bouhy Dany Plante Gino Vachon Louise Sénécal Jérôme Bélanger Nancy Lessard | Xavier Bouhy Dany Plante Richard Doyon Patricia Bolduc Francis Fecteau Nancy Lessard |

| Partis | Partis        | Candidats pour la mairie     | Vote            | %               |
| ------ | ------------- | ---------------------------- | --------------- | --------------- |
|        | Équipe Bolduc | Jonathan V. Bolduc (Sortant) | Sans opposition | Sans opposition |

| Partis | Partis        | Candidats conseiller #1 | Vote            | %               |
| ------ | ------------- | ----------------------- | --------------- | --------------- |
|        | Équipe Bolduc | Xavier Bouhy (Sortant)  | Sans opposition | Sans opposition |

| Partis | Partis        | Candidats conseiller #2 | Vote            | %               |
| ------ | ------------- | ----------------------- | --------------- | --------------- |
|        | Équipe Bolduc | Dany Plante (Sortant)   | Sans opposition | Sans opposition |

| Partis | Partis        | Candidats conseiller #3 | Vote            | %               |
| ------ | ------------- | ----------------------- | --------------- | --------------- |
|        | Équipe Bolduc | Richard Doyon           | Sans opposition | Sans opposition |

| Partis | Partis        | Candidats conseiller #4 | Vote            | %               |
| ------ | ------------- | ----------------------- | --------------- | --------------- |
|        | Équipe Bolduc | Patricia Bolduc         | Sans opposition | Sans opposition |

| Partis | Partis        | Candidats conseiller #5 | Vote            | %               |
| ------ | ------------- | ----------------------- | --------------- | --------------- |
|        | Équipe Bolduc | Francis Fecteau         | Sans opposition | Sans opposition |

| Partis | Partis        | Candidats conseiller #6  | Vote            | %               |
| ------ | ------------- | ------------------------ | --------------- | --------------- |
|        | Équipe Bolduc | Nancy Lessard (Sortante) | Sans opposition | Sans opposition |

### Tring-Jonction
Résultats
|             | Élection (2017)                                                                | Dissolution (2021)                                                      | Élection (2021)                                                            |
| Maire       | Mario Groleau                                                                  | Mario Groleau                                                           | Mario Groleau                                                              |
| Conseillers | Stéphanie Roy Michel Roy Marc Paré Joël Giguère Mario Mathieu Mireille Lessard | Vacant Michel Roy Marc Paré Joël Giguère Mario Mathieu Mireille Lessard | Marco Roy Michel Roy Marc Paré Joël Giguère Mario Mathieu Mireille Lessard |

| Candidats pour la mairie | Vote            | %               |
| ------------------------ | --------------- | --------------- |
| Mario Groleau (Sortant)  | Sans opposition | Sans opposition |

| Candidats conseiller #1 | Vote            | %               |
| ----------------------- | --------------- | --------------- |
| Marco Roy               | Sans opposition | Sans opposition |

| Candidats conseiller #2 | Vote            | %               |
| ----------------------- | --------------- | --------------- |
| Michel Roy (Sortant)    | Sans opposition | Sans opposition |

| Candidats conseiller #3 | Vote            | %               |
| ----------------------- | --------------- | --------------- |
| Marc Paré (Sortant)     | Sans opposition | Sans opposition |

| Candidats conseiller #4 | Vote            | %               |
| ----------------------- | --------------- | --------------- |
| Joël Giguère (Sortant)  | Sans opposition | Sans opposition |

| Candidats conseiller #5 | Vote            | %               |
| ----------------------- | --------------- | --------------- |
| Mario Mathieu (Sortant) | Sans opposition | Sans opposition |

| Candidats conseiller #6     | Vote            | %               |
| --------------------------- | --------------- | --------------- |
| Mireille Lessard (Sortante) | Sans opposition | Sans opposition |